# Võlla (Muhu)
Võlla (Duits: Wölla) is een plaats in de Estlandse gemeente Muhu, provincie Saaremaa. De plaats heeft de status van dorp (Estisch: küla).

## Bevolking
Het dorp had 31 inwoners op 31 december 2011 en 24 inwoners op 31 december 2021.

## Ligging
De plaats ligt aan de oostkust van het eiland Muhu. Bij Võlla ligt een zwerfsteen, de Võlla rändrahn. De afmetingen zijn 7,5 × 4,4 × 2,6 m en de omtrek 18,5 m.
Het restant van een heilige eik die Võlla tamm heette, ligt op het grondgebied van het buurdorp Hellamaa.
De Põhimaantee 10, de hoofdweg van Risti via Virtsu naar Kuressaare, loopt door Võlla.

## Geschiedenis
Võlla werd voor het eerst genoemd in 1570 onder de naam Wollo als Wacke. Een Wacke was een administratieve eenheid voor een groep boeren met gezamenlijke verplichtingen. In 1645 lag Võlla in de Wacke Urinkas. In de 18e eeuw kwam het dorp op het landgoed van Hellamaa te liggen, een kroondomein.
Ten noorden van het dorp Võlla lag het landgoed Võlla (Duits: Magnusdahl). Het werd in 1654 gesticht als kroondomein, maar kwam in 1794 in particuliere handen, onder de familie von Buxhoeveden. In de jaren twintig van de 20e eeuw ontstond op het voormalige landgoed een nederzetting, die in 1977 bij het noordelijke buurdorp Hellamaa werd gevoegd.
Het dorp Võlla, dat op het landgoed van Hellamaa had gelegen, bleef een zelfstandig dorp. Tussen 1977 en 1997 hoorde Tusti bij Võlla.